# 劉亹
劉亹（1851年10月9日—1894年10月28日），字貽棫。江蘇省常州府武進縣（今常州市武進區）人，晚清政治人物。

## 經歷
光緒五年（1880年），捐納湖南試用同知銜，加五級。
十三年（1888年），補授浙江嚴州府分水縣知縣。性情簡樸不浮華，體恤民艱，十五年（1890年）秋收前遇大水，田廬毀失蕩然，劉亹馳報浙江巡撫崧駿、布政使許應鑅，請得賑卹銀，計口給發。又捐出養廉銀修築堰壩。
十七年（1891年），調署溫州府瑞安縣知縣，賞戴花翎，誥授中憲大夫。十九年（1893年），回分水縣任。
二十年（1894年）九月三十日，卒於分水縣知縣任上，歸葬時士民夾道奠送。

## 家庭及關聯
劉亹為武進西營劉氏第十八世。
- 祖父：劉文蔚，道光二年進士，官四川知縣。
- 父：劉達善，道光二十四年舉人，官至山東登萊青道。
- 母：裴氏，福建閩縣人，四川樂至縣知縣裴顯忠之女。
- 弟：劉立、劉言。
- 姻親：盛宣懷（盛宣懷從弟盛宙懷娶劉亹從叔劉翊宸之女）[1]。

### 妻妾
- 正室：黃氏，誥封宜人。江西鄱陽人，道光二十七年進士、贈內閣學士布政使銜候補道員黃淳熙長女。
- 側室：楊氏。

### 子女
- 長子：劉蘧孫（1874年－1913年），正室黃氏出。監生，五品銜湖南龍山縣知縣。
- 次子：劉德孫（1884年－？），正室黃氏出，出嗣予弟劉立。南通師範學校畢業。

- 長女，適廣東候補知縣謝堃元。
- 次女，適河南補用同知許希文。
- 三女，字候選郎中馮毓潢。
- 四女，適候補知縣趙懋年。
- 五女，適山西祁嶲。
- 六女，適湖南勞氏。
- 七女，早卒。
- 八女，早卒。